# Пихлер, Антон
Антон Пихлер (нем. Anton Pichler; 4 октября 1955, Вайц, Австрия) — австрийский футболист, защитник.
Прежде всего известен выступлениями за клуб «Штурм» (Грац), а также национальную сборную Австрии.

## Клубная карьера
Во взрослом футболе дебютировал в 1974 году выступлениями за команду клуба «Штурм» (Грац), в котором провёл тринадцать сезонов, приняв участие в 420 матчах чемпионата. Большую часть времени, проведённого в составе «Штурма», был основным игроком защиты команды.
Завершил профессиональную игровую карьеру в клубе «Санкт-Пёльтен», за команду которого провёл четыре игры в течение 1987—1988 годов.

## Выступления за сборную
В 1976 году дебютировал в официальных матчах в составе национальной сборной Австрии. В течение карьеры в национальной команде, которая длилась 10 лет, провёл в форме главной команды страны лишь 11 матчей.
В составе сборной был участником чемпионата мира 1982 года в Испании.